# راکام (لینک 24 گیگاهرتز)

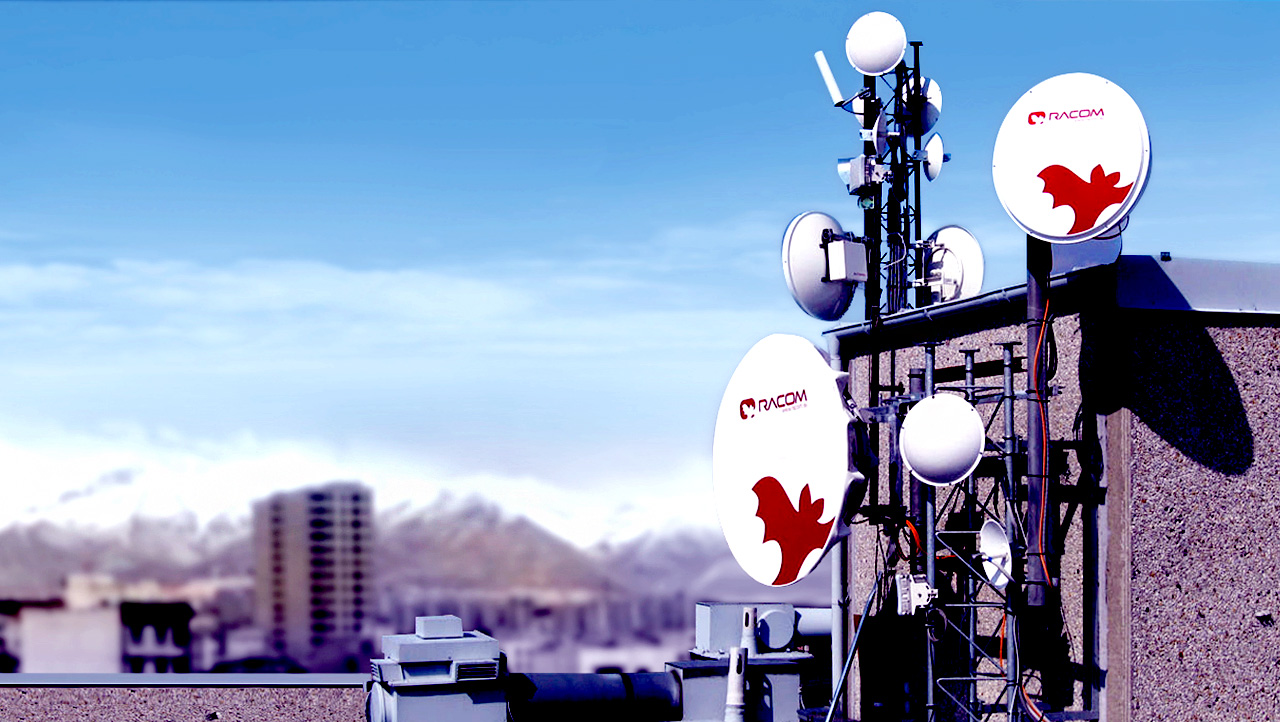
راکام (Racom)

شرکت راکام (به چکی: Racom) به عنوای یکی از معروف‌ترین سازندگان تجهیزات اسکادا و انتقال داده تله متری برای صنایع مختلف می‌باشد. این شرکت در حال حاضر همچنان به صورت کاملاً خصوصی توسط مؤسسان خویش اداره می‌شود و مقر اصلی آن در جمهوری چک در شرق اروپا می‌باشد.
Racom به عنوان یکی از معدود شرکتهایی که خود دارای خط تولید منحصر به فرد با مالکیت ۱۰۰٪ و نه به صورت اشتراکی می‌باشد و شامل دستگاه SMT و اسمبل هیبریدی می‌باشد. علاوه بر این تکنولوژی تولید کلیه محصولات از قبیل مودم‌های صنعتی GPRS, UMTS , EDGE و همچنین لینک‌های مایکروویو در اختیار این مجموعه می‌باشد و از نظر علمی و تکنولوژیکی به صورت مستقل فعالیت می‌کند.
شرکت راکام اسلوواکی هم به عنوان بازوی صادراتی مجموعه شرکت‌های راکام در اروپای شرقی به فعالیت می‌پردازد.

## راکام(Racom)در یک نگاه
- تأسیس در سال ۱۹۸۹ به صورت کاملاً خصوصی
- نصب تجهیزات در بیش از ۱۰۰ کشور
- رشد فروش سالانه ۱۰٪ به صورت متوالی
- پیشرو در تکنولوژی و رهبری بازار در صنایع خاص
- تخصیص بیش از ۲۰٪ منابع به تحقیق و توسعه
- ISO 9001